# Quintette à vent de Nielsen
Pour les articles homonymes, voir Quintette à vent (homonymie).
Le Quintette à vent opus 43 est un quintette pour flûte, hautbois (jouant aussi du cor anglais), clarinette, cor et basson de Carl Nielsen. Composé en 1921-1922 à Göteborg, en Suède, il est dédié au Quintette à vent de Copenhague et il a été joué pour la première fois en privé au domicile du banquier Herman Mannheimer (sv) et de sa femme Lisa le 30 avril 1922. Il a ensuite été joué en public le 9 octobre 1922 dans la plus petite salle du Palais Odd Fellows à Copenhague. Cette pièce est considérée comme une référence du répertoire pour quintette à vent.

## Contexte
Selon son biographe Torben Meyer, Carl Nielsen a commencé à composer le Quintette à vent à l'automne 1921 après avoir entendu en fond sonore quatre membres du quintette à vent de Copenhague (flûtiste : Paul Hagemann, hautboïste : Svend C. Felumb, clarinettiste : Aage Oxenvad, corniste : Hans Sørensen, bassoniste : Knud Lassen) répétant la Symphonie concertante pour hautbois, clarinette, cor et basson de Mozart avec le pianiste Christian Christiansen, avec qui Nielsen avait une conversation téléphonique pendant que les vents répétaient. Le même jour, Nielsen rend visite à Christiansen pour entendre l'œuvre de Mozart dans son intégralité. Cela a été une telle inspiration que Nielsen a commencé à travailler sur ce quintette à vent un peu plus tard. Cependant, pendant l'écriture du quintette à vent (de février à avril 1922), Nielsen avait d'autres engagements ; il dirigeait des concerts à Göteborg, Brême et Copenhague. En tant que pianiste, Nielsen n'était pas très familier avec les possibilités des instruments à vent et lorsqu'il a entendu le cor anglais lors d'un de ses concerts, il a demandé au musicien s'il était possible de passer du hautbois au cor anglais et inversement pendant un morceau. Le hautboïste a répondu par l'affirmative et c'est pourquoi il s'agit de l'un des rares quintettes à vent dans lequel le passage du hautbois au cor anglais est demandé. Cependant, le changement doit se faire si rapidement que la plupart des hautboïstes maudissent le hautboïste en question (Svend Christian Felumb) pour la difficulté à ajuster l'embouchure.
Ce sont ces musiciens qu'il avait spécifiquement en tête lorsqu'il a écrit la pièce.
Le compositeur et biographe britannique Robert Simpson écrit : « L'affection de Nielsen pour les instruments à vent est étroitement liée à son amour de la nature, à sa fascination pour les choses vivantes et respirantes. Il était aussi intensément intéressé par le caractère humain, et dans le Quintette à vent composé délibérément pour cinq amis, chaque partie est astucieusement faite pour convenir à l'individualité de chaque musicien. »

## Analyse de l'œuvre
- Durée d'exécution : vingt-cinq minutes

Dans une note de programme, Nielsen lui-même a fourni une description de l'œuvre : « Le quintette pour vents est l'une des dernières œuvres du compositeur, dans laquelle il a tenté de rendre les caractères des différents instruments. À un moment, ils parlent tous en même temps, à un autre, ils sont tout à fait seuls. L'œuvre se compose de trois mouvements : 
1. Allegro ben moderato
2. Menuet
3. Praeludium (adagio) - Tema con variazioni

Le thème de ces variations est la mélodie d'un des chants spirituels de C.N., dont on a fait ici la base d'un ensemble de variations, tantôt joyeuses et excentriques, tantôt élégiaques et sérieuses, se terminant par le thème dans toute sa simplicité et très tranquillement exprimé. »
Dans l'ensemble, la pièce combine des aspects du néo-classicisme et de la musique moderne.
Le premier mouvement est de forme sonate, le deuxième est un menuet à caractère rustique et le troisième s'ouvre sur un court prélude suivi d'un ensemble de variations.
La lecture audio n'est pas prise en charge dans votre navigateur. Vous pouvez télécharger le fichier audio.
I. Allegro ben moderato
Le premier mouvement commence par un énoncé du thème au basson en mi suivi d'une réponse aux vents aiguës avant d'être répété par le cor dans la tonalité de la majeur, qui est ensuite suivi de fragmentations du thème. Le deuxième thème entre en ré mineur et est joué d'abord par le cor, puis par le hautbois et le basson, tout en étant accompagné de figures en triolets à la flûte et à la clarinette. Le développement commence après une reprise du premier thème. La réexposition commence en mi majeur et le deuxième thème est en si mineur et est maintenant harmonisé en tierces avec le cor et le basson. Le mouvement se termine finalement dans la tonalité de mi. Dans l'ensemble, le mouvement semble être écrit dans la tonalité de mi, la dominante des deux mouvements suivants qui sont majoritairement dans la tonalité de la.
La lecture audio n'est pas prise en charge dans votre navigateur. Vous pouvez télécharger le fichier audio.
II. Menuet
Le deuxième mouvement est assez néoclassique et marque le cor légèrement, permettant au joueur de se reposer. Le premier thème est présenté comme un duo entre le basson et la clarinette, et de même, le second thème est également présenté comme un duo entre la flûte et le hautbois. Ce matériau est assez simple, et tous les instruments sont présents lorsque le premier thème reprend. Le trio, joué par le basson, le hautbois et la flûte, est canonique et contrapuntique par nature, contrastant avec les premier et deuxième thèmes plus simples.
La lecture audio n'est pas prise en charge dans votre navigateur. Vous pouvez télécharger le fichier audio.
III. Praeludium - Thème avec variations
Dans le Praeludium, le hautbois est remplacé par le cor anglais, apportant une couleur sonore différente à une œuvre déjà très colorée. On pense que ce changement a été inspiré par le solo de cor anglais du hautboïste Felumb lors d'une représentation de la Symphonie fantastique] d'Hector Berlioz que Nielsen a dirigée à Brême. Mm. Les variations sont basées sur le propre air de choral de Nielsen Min Jesus, lad min Hjerte faa en saaden Smag paa dig (Mon Jésus, fais que mon cœur t'aime). Les variations constituent la partie la plus complexe de la pièce et se composent du thème, de 11 variations et d'une reformulation finale du thème.

## Première
La première représentation publique a eu lieu le 9 octobre 1922 dans la petite salle de la Palais Odd Fellows à Copenhague. Elle a été interprétée par les cinq musiciens mentionnés dans le Quintette à vent de Copenhague. Les critiques ont été positives. Le Berlinske Tidende mentionne le « sérieux viril, la grâce rythmique, l'humour fertile... de l'œuvre. Le thème [du troisième mouvement] s'est avéré être la magnifique mélodie de Carl Nielsen pour l'hymne "Mon Jésus, que mon cœur reçoive" (en danois: Min Jesus, lad mit Hjerte faa de "Halvthundrede Salmer") - seulement une ligne de musique, mais le désir et la dévotion d'un esprit sont libérés dans ces quelques mesures. » Il conclut que « les membres du Quintette à vent ont donné à la nouvelle œuvre une excellente performance et ont été récompensés par les applaudissements les plus chaleureux. »
Le spécialiste de Nielsen Robert Simpson a déclaré ce qui suit au sujet du Quintette:

« Il est plus qu'indiscutable que son Quintette à vent est le plus subtil et le plus fin jamais écrit, que le Concerto pour flûte est de loin le meilleur qui soit, et que le Concerto pour clarinette est le plus grand depuis Mozart. Ces affirmations ne sont pas extravagantes. Il est peut-être curieux que Nielsen, qui était violoniste (bien qu'il ait joué du cornet dans sa jeunesse), ait souvent écrit avec plus de perspicacité pour les vents que pour les cordes. Nielsen fait preuve d'une grande imagination et d'une grande ingéniosité pour faire apparaître une variété surprenante de sonorités et de mélanges à partir du quintette à vent ; peu de gens supposeraient, à la lecture de cette œuvre, que l'une des principales difficultés de cette combinaison est le fait que les cinq instruments ne se mélangent pas. »

Le quintette à vent a été fréquemment joué du vivant du compositeur, notamment lors d'une représentation à la Semaine internationale de la musique à Berlin le 29 mars 1923. Il a également été joué lors de ses funérailles en 1931.

## Représentations aujourd'hui
Sur la base des informations de la Société Carl Nielsen, le Quintette à vent est l'une des œuvres de Nielsen les plus jouées, tant en Scandinavie que dans le reste du monde.
En même temps que Nielsen, Paul Hindemith travaille également à un nouveau quintette à vent : Kleine Kammermusik op. 24 n° 2 (1922) ; un peu plus tard, Arnold Schoenberg et Hanns Eisler composeront leurs quintettes à vent : Quintette pour vents (1923-1924) et Divertimento Für Bläserquintett Op. 4 (1923) respectivement. Hindemith tend plutôt vers le style néoclassique ; Schoenberg et Eisler vers le style atonal. Nielsen se situe parfaitement entre les deux.